# Hrabstwo Austin
Hrabstwo Austin (ang. Austin County) – hrabstwo w USA, w stanie Teksas. Siedzibą władz hrabstwa jest Bellville. Hrabstwo Austin zostało utworzone w 1876 roku i było jednym z 23 oryginalnych hrabstw. Pozostałe hrabstwa powstały przez podział pierwszych hrabstw. Nazwa hrabstwa pochodzi od nazwiska Stephena F. Austina, który ułatwił anglo-amerykańską kolonizację Teksasu.

## Gospodarka
- hodowla koni (31. miejsce w stanie), bydła, drobiu i kóz[1]
- turystyka[2]
- akwakultura (33. miejsce)[1]
- uprawa orzechów pekan, kukurydzy, bawełny i sorgo[1]
- produkcja siana[1]
- przemysł mleczarski[1]
- wydobycie ropy naftowej i gazu ziemnego[3]
- szkółkarstwo[1].

## Sąsiednie hrabstwa
- Hrabstwo Washington (północ)
- Hrabstwo Waller (wschód)
- Hrabstwo Fort Bend (południowy wschód)
- Hrabstwo Wharton (południe)
- Hrabstwo Colorado (zachód)
- Hrabstwo Fayette (północny zachód)

## Miasta
- Bellville
- Industry
- Sealy
- San Felipe
- Wallis

## Inne miejscowości
- Frydek

## Demografia

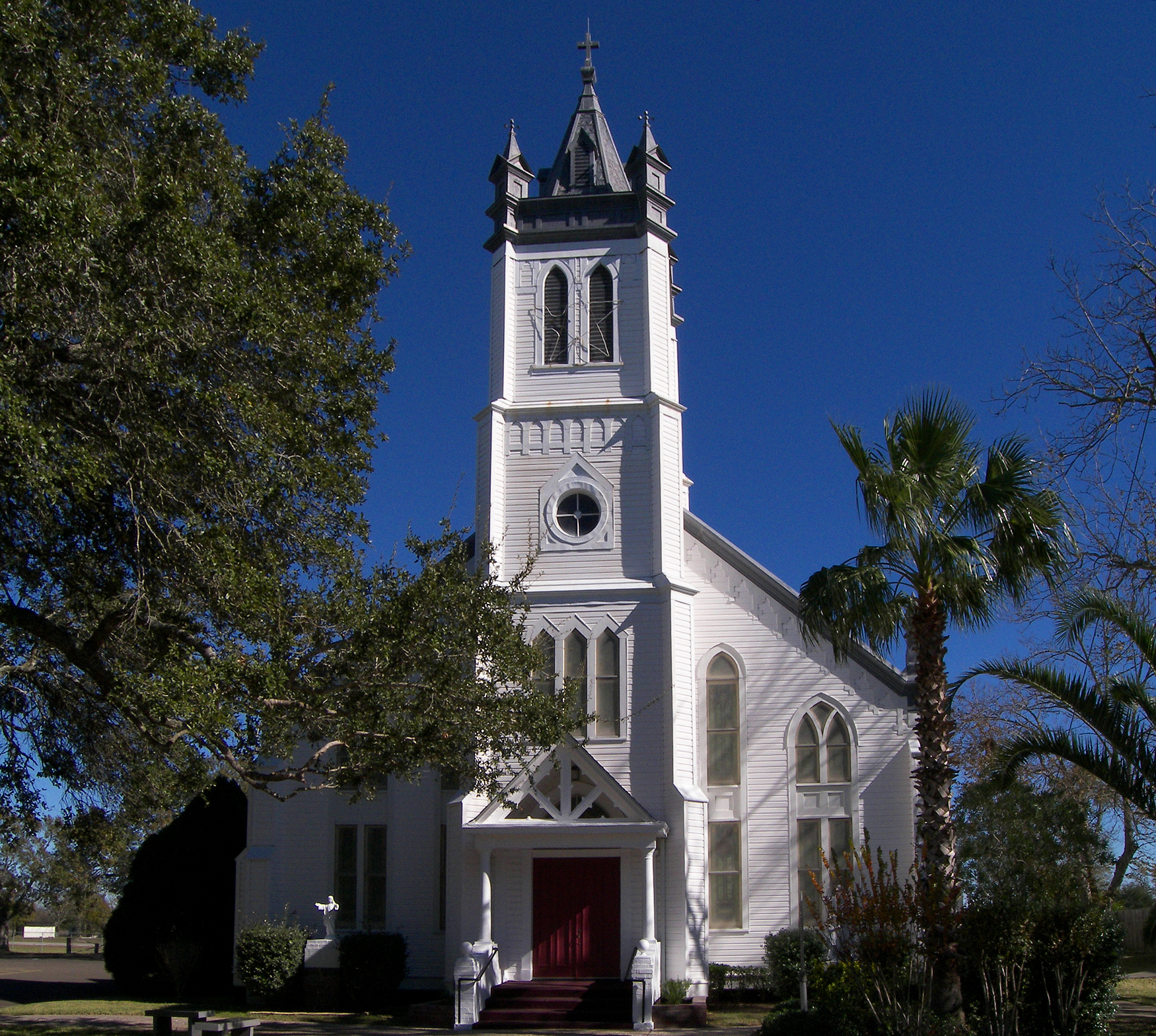
Katolicki Kościół Anioła Stróża w Wallis, który jest wpisany do Krajowego Rejestru Miejsc Zabytkowych.

- biali nielatynoscy – 60,3%
- Latynosi – 28,7%
- czarni lub Afroamerykanie – 9,4%
- rdzenni Amerykanie – 1%
- Azjaci – 0,9%[4].

## Religia
Członkostwo w 2020 roku:
- protestanci – ponad 40% (gł. baptyści – ok. 10%, metodyści – 9%, luteranie – ok. 8%, bezdenominacyjni – 5,6% i zielonoświątkowcy – ok. 4%)
- katolicy – 21,8%
- mormoni – 1,6%
- świadkowie Jehowy – 1,6%.